# Carpano (equip ciclista)

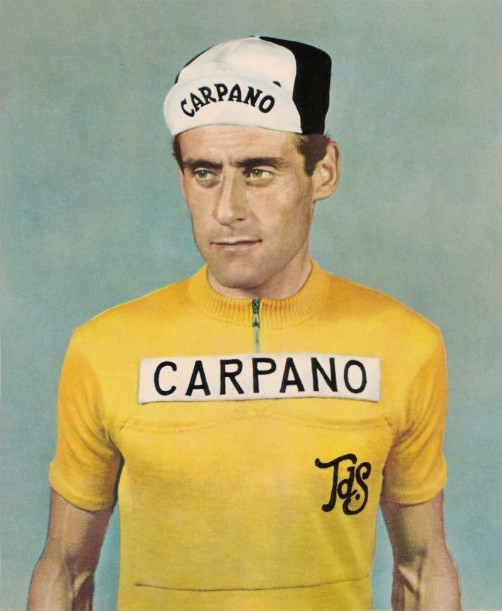
Attilio Moresi al 1961.jpg

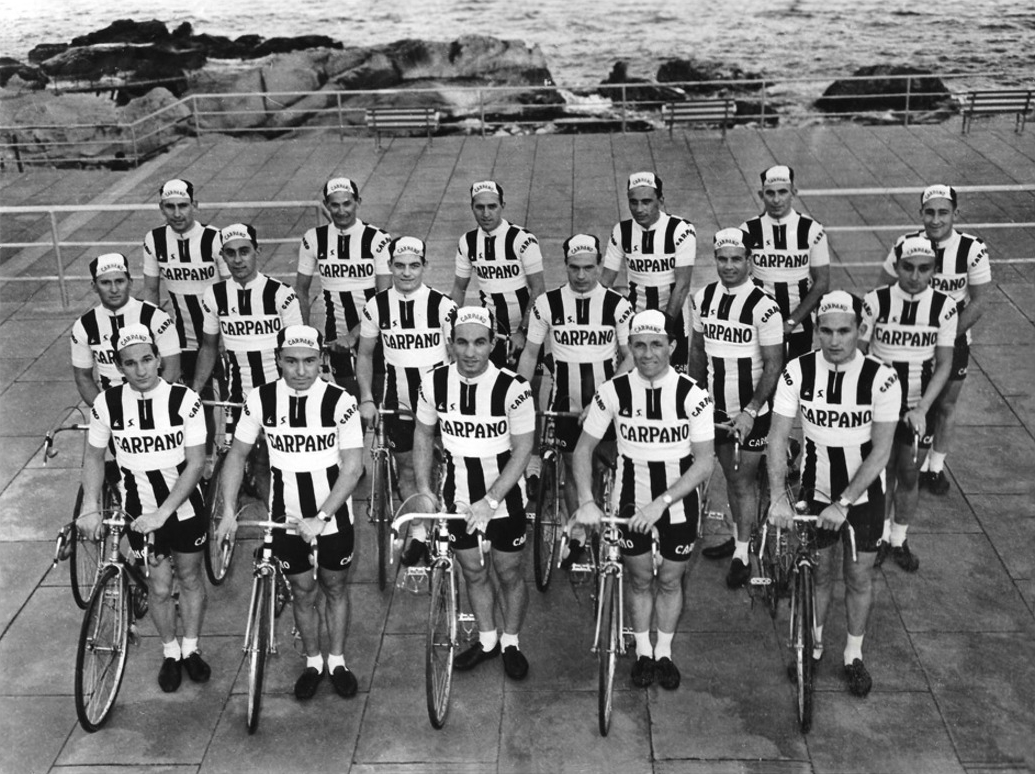
L'equip al 1959.jpg

L'equip Carpano, conegut posteriorment com a Sanson, va ser un equip ciclista italià, de ciclisme en ruta que va competir entre 1956 i 1966.
Els seus èxits més importants foren les dues victòries finals al Giro d'Itàlia per part de Franco Balmamion.

## Principals resultats
- Volta a Suïssa: Rolf Graf (1956), Attilio Moresi (1961)
- Tres dies de Flandes Occidental: Frans Van Looveren (1956)
- Milà-Torí: Ferdi Kübler (1956), Angelo Conterno (1958), Walter Martin (1961), Franco Balmamion (1962)
- París-Roubaix: Fred de Bruyne (1957)
- París-Tours: Fred de Bruyne (1957)
- Tour de Flandes: Fred de Bruyne (1957), Germain Derijcke (1958)
- Volta a Llombardia: Nino Defilippis (1958)
- Giro del Piemont: Nino Defilippis (1958)
- Giro del Ticino: Jan Adriaenssens (1958), Italo Zilioli (1965)
- Giro del Laci: Nino Defilippis (1958, 1962)
- Campionat de Zuric: Giuseppe Cainero (1958), Angelo Conterno (1959), Franco Balmamion (1963), Italo Zilioli (1966)
- Lieja-Bastogne-Lieja: Fred de Bruyne (1958)
- París-Niça: Fred De Bruyne (1958)
- Premi Nacional de Clausura: Joseph Planckaert (1959)
- Campionat de Flandes: Gilbert Desmet (1960)
- Giro de la Toscana: Nino Defilippis (1960), Giorgio Zancanaro (1964)
- Giro de l'Emília: Diego Ronchini (1961), Italo Zilioli (1963)
- Giro del Véneto: Nino Defilippis (1961), Italo Zilioli (1963, 1964)
- Giro dels Apenins: Franco Balmamion (1962), Italo Zilioli (1963)
- Coppa Bernocchi: Raffaele Marcoli (1966)

### A les grans voltes
- Giro d'Itàlia
  - 11 participacions (1956, 1957, 1958, 1959, 1960, 1961, 1962, 1963, 1964, 1965, 1966)
  - 22 victòries d'etapa:
    - 1 el 1956: Pietro Nascimbene
    - 2 el 1958: Nino Defilippis (2)
    - 2 el 1959: Gastone Nencini, Nino Defilippis
    - 2 el 1960: Gastone Nencini (2)
    - 1 el 1961: Nino Defilippis
    - 2 el 1962: Antonio Bailetti, Giuseppe Sartore
    - 5 el 1963: Vendramino Bariviera (3), Nino Defilippis, Antonio Bailetti
    - 2 el 1964: Vendramino Bariviera, Giorgio Zancanaro
    - 2 el 1965: Luciano Galbo, Italo Zilioli
    - 3 el 1966: Vendramino Bariviera, Raffaele Marcoli, Vendramino Bariviera

  - 2 classificació finals:
    - Franco Balmamion (1962, 1963)

  - 2 classificacions secundàries:
    - Classificació per equips: (1958, 1963)

- Tour de França
  - 2 participacions (1962, 1963)
  - 2 victòries d'etapa:
    - 1 el 1962: Antonio Bailetti
    - 1 el 1963: Antonio Bailetti

  - 0 classificacions secundàries:

- Volta a Espanya
  - 0 participacions